# Azdís
Los azdís o clan Azd (أزد) son dos tribus árabes de la Antigüedad, que habitaban la región de Asir (los Azd Sarat), en Arabia Saudí, y en Omán (los Azd 'Uman) que se fusionaron a la época islámica en Basora (Irak) y en Jorasán (Irán).
Los Azd Sarat adoptaron el islam el 631 y aunque protagonizaron algún incidente durante la Rida o apostasía (632) fueron llevados a la orden por Uthman ibn al-Asi gobernador de Taif. En el 634 el califa Omar (Ummar ibn al-Jattab) envió grupos de Azd a la zona del Éufrates (al-Furat) y poblaron Basora y Kufa e incluso algunos se trasladaron a Egipto. Los Azd de Basora acogieron bajo su protección al gobernador Ziyad ibn Abihi, amenazado por los tamimitas, a partir del 658.
El Azd Uman emigraron hacia el 680 hacia Basora. Los que quedaron en Arabia crearon un emirato a Zara en el siglo IX. Los que se establecieron en Basora se unieron a los Azd Sarat y se fusionaron, y se aliaron a los Rabia, haciendo parte así de los grupos opuestos a los tamimitas.
El gobernador Ubayd Allah bin Ziyad obtuvo el apoyo de los Azd cuando murió el califa Yazid I (683) y los tamimitas se sublevaron; en las luchas que siguieron murió Masud ibn Amr al-Ataki y ninguno de la coalición de los Azd y los Rabia; finalmente Ahnaf bin Kays, el jefe tribal de los tamimitas, pudo poner orden y se estableció un modus vivendi pero la situación quedó tensa y se trasladaron también al Jorasán donde la tribu de los Azd aliada a los Rabia y dirigidas por los muhallábidas, pasó a ser la dominante. 
Después de la desgracia de los muhallábidas, los Azd contribuyeron a la derrota y muerte de Kutayba ibn Muslim (715) gobernador del Jorasán entre el 705 y su muerte. Ejercieron cierta hegemonía en la provincia hasta la subida al trono de Yazid II (720) pero la eliminación de los muhallàbides supuso su pérdida de influencia y quedaron bajo dominio de los gobernadores de la tribu de los Qays o kaysitas (qaysites). La hostilidad de los Azd contra estos debilitó a la dinastía Omeya y fue una de las causas de su caída.
Hacia el final de la dinastía, la oposición de los Azd al gobernador de Jorasán Nasr ibn Sayyar (738-748), facilitó la llegada de Abu Muslim (748); también en Basora se sublevó contra los Omeyas pero fueron derrotados por los tamimitas, y esto los abocó en brazos de los Abásidas.